# Luigi Vannicelli Casoni
Luigi Vannicelli Casoni (Amelia, 16 april 1801 - Rome, 21 april 1877) was een Italiaans geestelijke en kardinaal van de Rooms-Katholieke Kerk.
Vanicelli bezocht het seminarie in Terni en studeerde vervolgens godgeleerdheid bij de Lazaristen in Rome. Hij werd op 18 december 1829 priester gewijd en onmiddellijk verheven tot pauselijk huisprelaat en kanunnik van de Sint-Pietersbasiliek. Hierna vervulde hij diverse functies binnen de Romeinse Curie. Hij was - in al deze functies - vooral belast met het beheer en bestuur van de bezittingen van de Kerkelijke Staat. Hij oefende op verschillende plaatsen het gouverneurschap uit en werd in 1838 bevorderd tot gouverneur van Rome, vice-camerlengo en hoofd van de kerkelijke politie.
Paus Gregorius XVI creëerde hem in 1839 - in pectore - kardinaal. In 1842 werd zijn creatie publiek gemaakt. Hij kreeg de San Callisto als titelkerk. Hij bleef zich onderwijl inzetten voor het bestuur van de Kerkelijke Staat. Hij oefende het bestuur uit over achtereenvolgens Forlì en Bologna. Kardinaal Vanicelli nam deel aan het Conclaaf van 1846 dat leidde tot de verkiezing van paus Pius IX. Hij opteerde niet veel later voor de rang der kardinaal-priesters en kreeg - bij die gelegenheid - de Santa Prassede als titelkerk. Tussen 1849 en 1850 vormde hij samen met de kardinalen Gabriele della Genga Sermattei en Lodovico Altieri een zogenaamde Commissione governata di Stato, die het bestuur van de Staat waarnam, terwijl de paus zelf als banneling verbleef in Gaeta. Deze commissie, door tijdgenoten het Rode Triumviraat genoemd, ondernam direct die maatregelen die door Pius IX gewenst waren: elke vorm van liberalisering binnen de politiek van de Kerkelijke Staat werd teruggedraaid en bepaalde vrijheden waaronder die van de persvrijheid werd danig beperkt. Ook de rechtspraak werd verscherpt en de inquisitie werd opnieuw ingevoerd.
In 1850 werd hij aartsbisschop van Ferarra. Paus Pius IX zelf wijdde hem bisschop. Kardinaal Vanicelli nam deel aan het Vaticaans Concilie, waarbij het leerstuk van de Pauselijke Onfeilbaarheid werd vastgesteld.
Hij overleed, volgens de overlevering, aan de gevolgen van ademhalingsmoeilijkheden. Hij ligt begraven in de Santi Vincenzo ed Anastasia alle Tre Fontane in Rome.
- Gemeinsame Normdatei: 1032238011
- International Standard Name Identifier: 0000 0000 6248 4603
- Istituto Centrale per il Catalogo Unico: ANAV007739
- Virtual International Authority File: 89446222
- WorldCat: E39PBJjHdDqdJXp3MTKPF7WqwC